# Kaikhosru Shapurji Sorabji
Kaikhosru Shapurji Sorabji (ur. jako Leon Dudley Sorabji 14 sierpnia 1892 w Chingford (Londyn), zm. 15 października 1988 w Winfrith Newburgh) – brytyjski kompozytor, krytyk muzyczny, pianista.

## Życiorys
Jego ojciec był Parsem, a matka Madeline Matilda Worthy – Angielką. Dawniej sądzono, że matka była pochodzenia sycylijsko-hiszpańskiego. W młodości zainteresował się pochodzeniem swojego ojca i z tego powodu zmienił swoje imię. Kształcił się z wiedzy ogólnej i pod względem muzycznym głównie prywatnie. W młodości najbardziej cenił twórczość Aleksandra Skriabina, był na jego dwóch londyńskich koncertach, wywarły one na nim bardzo duże wrażenie. Rozpoczął komponowanie krótko po śmierci Skriabina, tj. w 1915 roku. W 1919 roku spotkał Ferruccia Busoniego. Interesowała go jemu współczesna muzyka klasyczna, zdobywał wówczas trudno osiągalne partytury dzieł Claude’a Debussy’ego,  Gustava Mahlera, Siergieja Rachmaninowa, Arnolda Schönberga, Aleksandra Skriabina. 
Był wirtuozem fortepianu, pierwszy udokumentowany recital dał 2 listopada 1920 roku w Mortimer Hall w Londynie, zagrał wówczas Sonatę nr 1 na fortepian (1919); postrzegano go jako osobę ekscentryczną. Zaprzestał koncertowania w 1936 roku. Od 1940 do 1976 nie pozwalał na wykonywanie oraz publikację swoich utworów, dostępne były wyłącznie jego prywatne nagrania. W 1976 roku pozwolenie na wykonywanie jego dzieł otrzymali tylko Michael Habermann i Yonty Solomon. Solomon wykonał w Londynie serię recitali z muzyką Sorabjiego, czym przyczynił się do wzrostu popularności jego twórczości.
Większe zainteresowanie jego muzyką rozpoczęło się od lat 70. XX wieku, wykonywali ją m.in. Christopher Berg, Kevin Bowyer, Michael Habermann, Marc-André Hamelin, John Ogdon, Jonathan Powell, Fredrik Ullén.
Pisał jeden list raz na trzy dni od 1915 do 1985 roku; możliwe, że napisał dziesiątki tysięcy listów, pisał je m.in. do kompozytora Erika Chisholma czy Franka Hollidaya (ur. 1912).
Zmarł w Winfrith Newburgh. Został pochowany na Corfe Castle Cemetery.
W 1988 roku powołano fundację The Sorabji Archive, które gromadzi m.in. rękopisy kompozytora oraz jemu poświęconą literaturę przedmiotową i podmiotową. Wszystkie prawa autorskie do dzieł kompozytora przysługują tejże fundacji. Marc-André Roberge napisał jego biografię pt. Opus sorabjianum: The Life and Works of Koikhosru Shapurji Sorabji (wyd. Sorabji Archive, 2013).

## Poglądy i życie prywatne
Był osobą religijną, interesował się chrześcijaństwem, buddyzmem i hinduizmem. W 1915 roku napisał w liście, że jest niemalże buddystą. Interesował się także zaratusztrianizmem, ale nie praktykował tej religii. Najbliżej było mu do rzymskiego katolicyzmu, ale nie był praktykującym katolikiem. 
Był osobą homoseksualną, ale było to utrzymywane w sferze prywatnej do końca jego życia z uwagi na nielegalność aktów homoseksualnych w Anglii przez większość jego życia; raz zresztą był z tego powodu szantażowany. Mieszkał z Reginaldem Normanem Bestem (ur. 1909, zm. 1988) od 1956 roku do 6 lipca 1988 roku w Corfe Castle. 
Większość życia spędził w Anglii. Mieszkał głównie w Londynie i South Dorset, w dobrowolnej izolacji, która pozwalała mu tworzyć bez przeszkód. Pod koniec życia przeniósł się do Christmas Close Hospital w Wareham (1986–1987), a ostatnie dwa lata spędził w Marley House Nursing Home w Winfrith Newburgh. 

## Twórczość

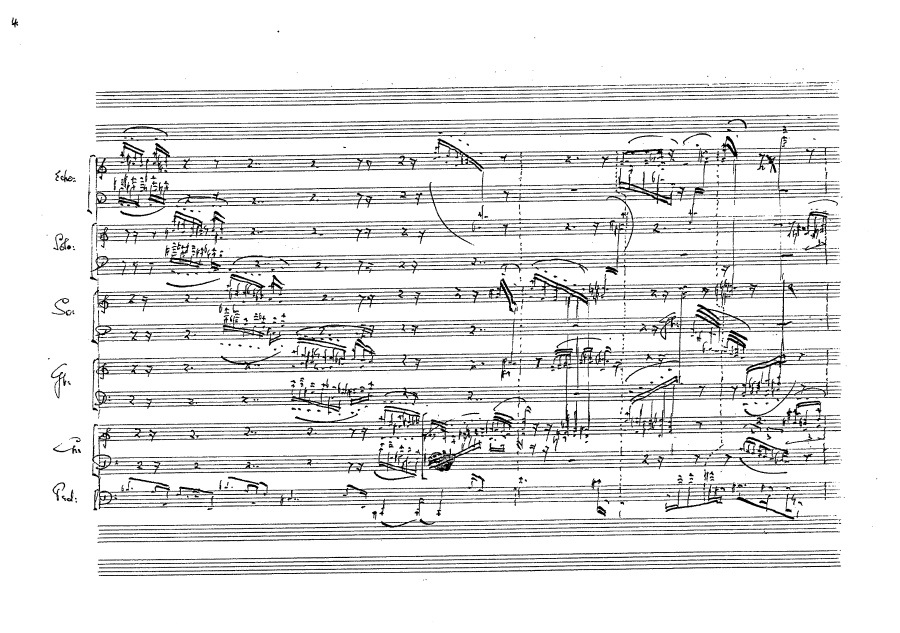
Fragment rękopisu Symfonii organowej nr 3

Jego wczesna twórczość pozostawała pod wpływem impresjonizmu. Wpłynęły na niego: muzyka chińska, irańska i indyjska. W swoich dłuższych utworach wykorzystywał politonalność i polirytmię. Bardzo płodny okres jego działalności kompozytorskiej przypadł na lata 10. i 20. XX wieku. Kulminacją jego pianistycznej działalności kompozytorskiej jest jego najbardziej znane dzieło – jednoczęściowe Opus clavicembalisticum z 1930 roku, którego partytura zajmuje 250 stron, a wykonanie zajmuje około 5 godzin (w 1930 roku było to najdłuższe na świecie dzieło na fortepian). W opinii samego kompozytora było to najważniejsze fortepianowe dzieło od czasu Kunst der Fuge J.S. Bacha. Nie jest to jego najdłuższe dzieło – wykonanie Wariacji symfonicznych na fortepian zajmuje 9 godzin, partytura symfonii „Jami” ma blisko 1000 stron, a partytura do Messa alta Sinfonica z 1961 roku obejmuje 1001 stron. 
Pisał jako krytyk muzyczny dla „The New Age” i „The New English Weekly” do czasu przejścia na emeryturę w 1945 roku. W swojej książce Around music z 1932 roku przywołał twórczość wówczas zapomnianego Charlesa-Valentina Alkana. 

### Dzieła muzyczne (wybór)
- 8 koncertów fortepianowych (z lat 1916–1928)[4]
- 4 sonaty fortepianowe (z lata 1919–1929)[4]
- In the Hothouse na fortepian (1919)[4]
- Symfonia na fortepian, orkiestrę, chór i organy (1922)[4]
- Jardin Parfumé na fortepian (1923)[4]
- Opus clavicembalisticum(inne języki) (1930)[4]
- Wariacje symfoniczne na fortepian (1935–1937)[14]
- 6 symfonii fortepianowych (z lat 1939–1976)[4]
- Sequentia cyclica super Dies irae(inne języki) (1948–1949)[3]
- Messa alta Sinfonica na solistów, chór mieszany, organy i orkiestrę (1961)[4]
- Villa Tasca: Mezzogiorno siciliano—Evocazione nostalgica e memoria tanta cara e preziosa del giardino meraviglioso, splendido, tropicale (1979-80)[3]
- Opus secretum na fortepian (1981)

### Publikacje książkowe
- Around music (1932)[2]
- Mi Contra Fa: The Immoralisings of a Machiavellian Musician (1947)[4][2]